# Pepedan (Moga)
Pepedan is een bestuurslaag in het regentschap Pemalang van de provincie Midden-Java, Indonesië. Pepedan telt 1644 inwoners (volkstelling 2010).